# Slovenskogoriški kvintet
Slovenskogoriški kvintet je slovenski narodnozabavni ansambel, katerega zgodovina sega v leto 1979. Takrat se je imenoval Kraguljček. Začeli so kot trio s pevko in bobnarjem. Leta 1981 so se prvič prijavili na Ptujski festival narodno-zabavne glasbe. Za uspešno opravljen nastop so dobili srebrnega orfeja, ki jim še dandanes največ pomeni. Zaigrali so skladbo Slovenske gorice tekstopisca in skladatelja Vlada Maguša. Na samem koncu festivala je k vokalistoma pristopil Franc Koren in jima čestital za zelo dober vokal. Ta čestitka in stisk roke jima je bil takrat kot katerakoli druga nagrada. Tega leta so se tudi preimenovali v Slovenskogoriški kvintet. Nadaljevali so z nastopi na različnih festivalih: v Števerjanu in Cerkvenjaku, kjer so bili kar nekajkrat nagrajeni, sodelovali na različnih revijah v Libojah, Graški Gori... Veliko so nastopali tudi v tujini - Avstrija, Nemčija, Italija, Madžarska, in pred kratkim tudi v Srbiji.
Leta 1986 so instrumentalni trio z bobnarjem razširili v instrumentalni kvintet - dodali so trobento in klarinet, kar je popestrilo zven in seveda tudi kvaliteto.    
Leta 1990 so pričeli s snemanjem prve kasete, ki pa je bila izdana v samozaložbi. Ker to ni bilo tisto, kar so želeli, so 1992. leta v studiu Radia Maribor posneli svojo prvo uradno kaseto 50 let imaš. Druge uradne kasete so se nato lotili 1995. leta, ob ansamblovi 15-letnici z naslovom Naših 15 let. Obletnico so počastili s koncertom in zabavo ob zaključku festivala v Cerkvenjaku. Že čez dve leti so izdali tretjo samostojno kaseto z naslovom Napitnica očetu. Na kaseti sta se pojavili tudi dve zabavni skladbi. Leta 2002 so posneli še četrto kaseto in zgoščenko Praznuje 20 let. Ob tej obletnici so pripravili velik samostojni koncert v Sv. Juriju ob Ščavnici s številnimi glasbenimi gosti. 

## Sestav
- Vlado Maguša - ustanovni član, harmonikar, klaviaturist, vokalist
- Olga Maguša Perkovič - ustanovna članica, pevka, bivša članica

Zadnjih  13 let so stalni člani:
- Milan Čuš - baritonist, basist, vokalist
- Dušan Junger - trobentač, vokalist
- Ivan Debeljak - klarinetist, saksofonist, vokalist
- Milan Zadravec - kitarist
- Mateja Maguša - pevka, od leta 2007, zamenjala Olgo Maguša Perkovič